# Christelle Laura Douibi
Christelle Laura Douibi (sinh ngày 24 tháng 11 năm 1985) là một Algeria vận động viên trượt tuyết núi cao tại Thế vận hội Mùa đông 2006. Cô dành riêng cuộc đua đầu tiên của mình cho người cha quá cố Mohammed. Cô cũng là người cầm cờ quốc gia, và là người phụ nữ duy nhất đại diện cho châu Phi tại Thế vận hội mùa đông 2006.